# نیتروس بنزن
نیتروس بنزن (به انگلیسی: Nitrosobenzene) با فرمول شیمیایی C6H5NO یک ترکیب شیمیایی با شناسه پاب‌کم ۱۱۴۷۳ است. که جرم مولی آن 107.11 g/mol می‌باشد. شکل ظاهری این ترکیب، جامد بی‌رنگ است.